# Tonalá (Chiapas)
Pour les articles homonymes, voir Tonalá.
Tonalá est une municipalité du Chiapas, au Mexique. Elle couvre une superficie de 1 766,2 km2 et compte 89 178 habitants en 2015.